# Susan del Perú
Susana Rojas Lindo, conocida por su nombre artístico Susan del Perú, es una cantante peruana. Ha desarrollado la mayor parte de su carrera artística en la tunantada, subgénero de la música andina peruana y danza típica del departamento de Junín. Es apodada bajo el apelativo de la Diva de la Tunantada, debido a su consolidación en su estilo musical. 

## Biografía
Nació en Hualhuas, localidad de la provincia de Huancayo, Región Junín. Inició su incursión en la música desde temprana edad, integrándose a diferentes agrupaciones de cumbia peruana. Más tarde, Rojas apostaría por la música andina peruana, especializándose en la interpretación de canciones de tunantada, danza típica de la Región Junín, y comienza a utilizar el nombre artístico de Susan del Perú.
Dentro de sus trabajo musicales, se destacó por haber interpretado el tema musical «Falso juramento» de la composición de su hermana, la también cantante folclórica Carmín Rojas, y la participación del músico Marciano Bazán, convirtiéndose en su primer éxito musical. Seguidamente, compartió escenario al lado de Eusebio Grados y Amanda Portales en el Museo de la Nación durante mediados de los 2010.
En el año 2013, anunció su retiro temporal de la música tras ser detectada con cáncer de piel. Al año siguiente, inicia sus colaboraciones con la banda musical de cumbia peruana Clavito y su Chela, liderada por el también cantante Robert Muñoz «Clavito», para la elaboración del tema musical «Siento que no puedo vivir sin tí», contando con la participación especial de su hermana Carmín. Pese al éxito, estuvo en un conflicto interno con Muñoz, debido a una deuda pendiente tras el proyecto musical. Adicionalmente, la canción entró en problemas judiciales entre Carmín Rojas y Pilar Astocuri, exesposa del cantante Clavito, por los derechos del autor, en la que el veredicto salió a favor de la última mencionada como autora del tema.
En el año 2016, anunció el lanzamiento del tema «En vano estoy llorando», además de haber recibido el Disco de Oro por la interpretación de su nuevo material. Al año siguiente, alcanzó a la popularidad por ser la intérprete de la canción «Olvidemos todo y empezamos de nuevo». A su vez, lanzó su concierto en el Completo Santa Rosa en el año 2021 con la participación de la cantante Amanda Portales y los grupos musicales Estudiantina Sauñe Perú y Rastros, y una gira internacional en Estados Unidos.
En el año 2025, fue invitada en el evento Tunantada en Acho junto a otros artistas nacionales, realizado en la Plaza de Acho.

## Discografía

### Álbumes de estudio
- 2017: Éxitos de Susan del Perú
- 2024: La Diva de la Tunantada

### Sencillo
- 2023: Susan del Perú